# Lunds VK
Lunds Volleybollklubb (Lunds VK, LVK) är en volleybollklubb i Lund och den största i Sverige sett till antalet medlemmar (som uppgår till ca 700 stycken). Klubben bildades våren 2009 genom en sammanslagning av de två Lundalagen VF Fäladen och LUGI Volley.  
Föreningen erbjuder träning och matchspel i volleyboll för barn, ungdomar och vuxna. Med volleybollen som gemensam nämnare tillhandahåller Lunds VK en utvecklande och meningsfull sysselsättning för ledare och spelare. Lunds VK:s verksamhet bygger på gemenskap, fair play, professionalitet och engagemang och genom dessa ledord arbetar föreningen för att uppnå visionen: att vara en klubb för hela livet. 
Klubben har representerande lag från alla åldrar både på dam- och herrsidan och visionen är att kunna erbjuda volleyboll från lek till elit - för alla.  
Lunds VK har lag i Elitserien på både dam- och herrsidan. Hittills har två spelare från klubben tagit klivet till att bli utlandsproffs, Jacob Link och Arno Slipac. Herrtruppen har för närvarande två spelare i svenska landslaget, dessa är August Borna och Martin Bergman 